# Scotopteryx octodurensis
Scotopteryx octodurensis là một loài bướm đêm trong họ Geometridae.